# Dorfmark
Die Ortschaft Dorfmark ist heute ein Ortsteil der Stadt Bad Fallingbostel im Landkreis Heidekreis in Niedersachsen.

## Geografie
Der Ort liegt in dem als Heidmark bekannten Landstrich in der Lüneburger Heide.
Dorfmark bildet mit 3206 Einwohnern über 22 % der Gesamteinwohnerschaft, sowie mit einer Fläche von 15,48 km² insgesamt 24 % des Stadtgebietes von Bad Fallingbostel.
In Dorfmark beginnt der enge mittlere Talabschnitt der Böhme, der bis Walsrode reicht.

## Geschichte
Die erste urkundliche Erwähnung Dorfmarks war um 968 (Thormarcon). Neben Thormarcon sind alte Bezeichnungen des Ortes Dorpmarkete (1304–1324), dorpmarke (1330–1352), Dorpmarke (1360) und dorpmarke (1397). Dorfmark ist ein niederdeutscher Name, der „dorp“ und „Mark“, also „Grenze, Grenzgebiet“ enthält. Darunter ist zumeist die Dorfflur zu verstehen, also der Raum, der um ein Dorf herum liegt und zum Dorf gehört. Die Existenz einer Burg in Dorfmark ist nur aus einer einzigen Schriftquelle bekannt. 1381/82 erscheint sie in einem Ein- und Ausgabenverzeichnis des Herzogtums Braunschweig-Lüneburg. Dorfmark besaß damals Stadtrechte, die aber erloschen, als diese 1388 Soltau verliehen wurden.
Hügelgräber der Älteren Bronzezeit sind die augenfälligsten Zeugen früher Besiedlung. Zwischen Dorfmark und Vierde befindet sich bei Brock die Grabanlage „1000-jährige Linde“. Sie wurde erst 1972 infolge von Orkanschäden entdeckt. Bei den 1981 durchgeführten Ausgrabungsarbeiten wurden drei nach Ost-West ausgerichtete Körperbestattungen und ein halbwegs intakter Steinkranz freigelegt. Im nördlichen Grab ist der Leichenschatten eines Kindes erkennbar. Als Beigaben fanden sich eine Bronzenadel und ein kleines Keramikgefäß.

### Eingemeindungen
1927 schlossen sich die Gemeinden Westendorf, Fischendorf, Dorfmark und Winkelhausen zusammen. Dorfmark gehört seit der Gebietsreform, die am 1. März 1974 in Kraft trat, zu Bad Fallingbostel.

## Politik
Die ehemalige Gemeinde Dorfmark bildet eine Ortschaft nach dem Niedersächsischen Kommunalverfassungsgesetz. Ortsvorsteher ist Bernhard Marx.

## Kultur und Sehenswürdigkeiten

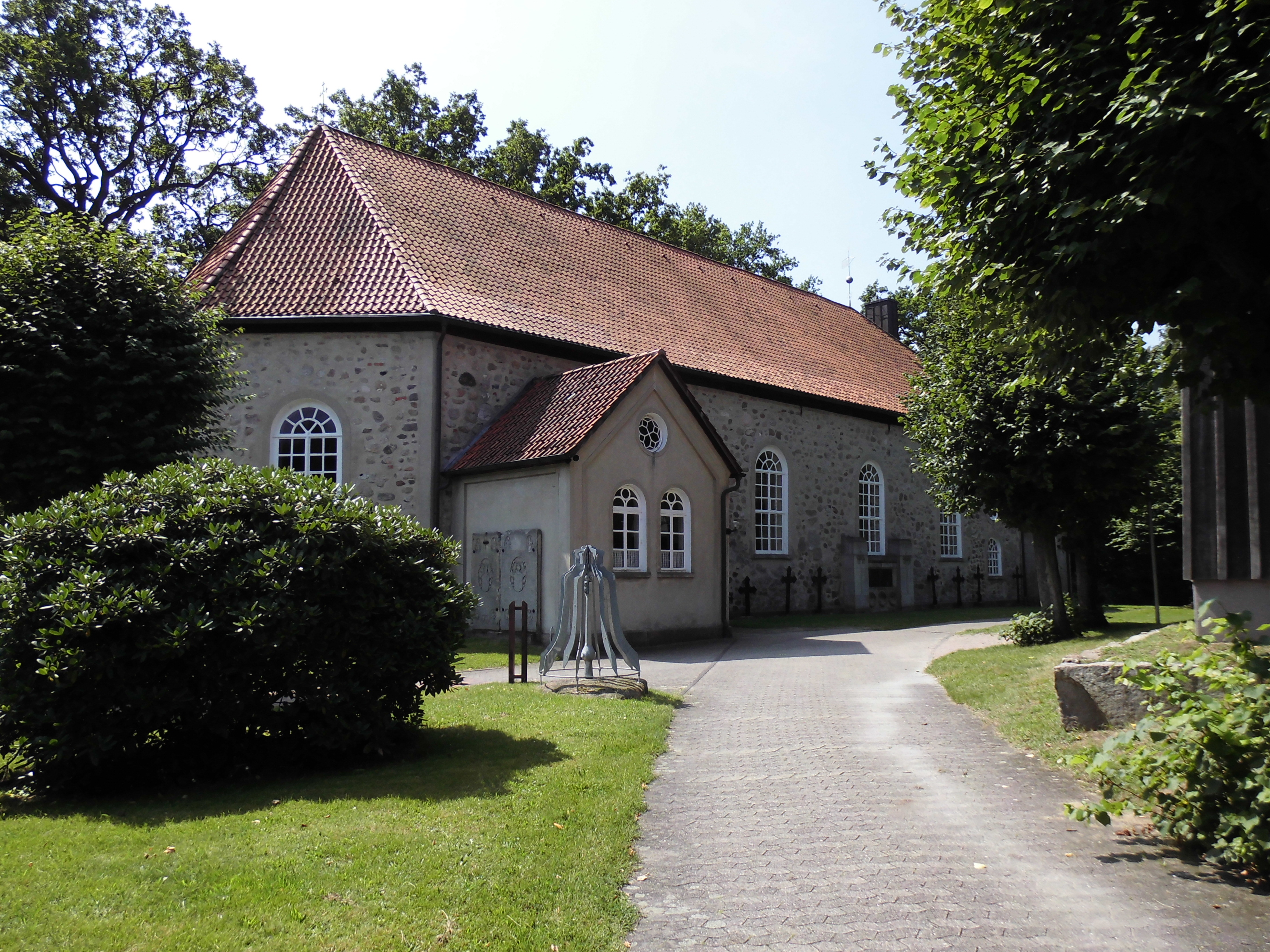
St.-Martins-Kirche Dorfmark

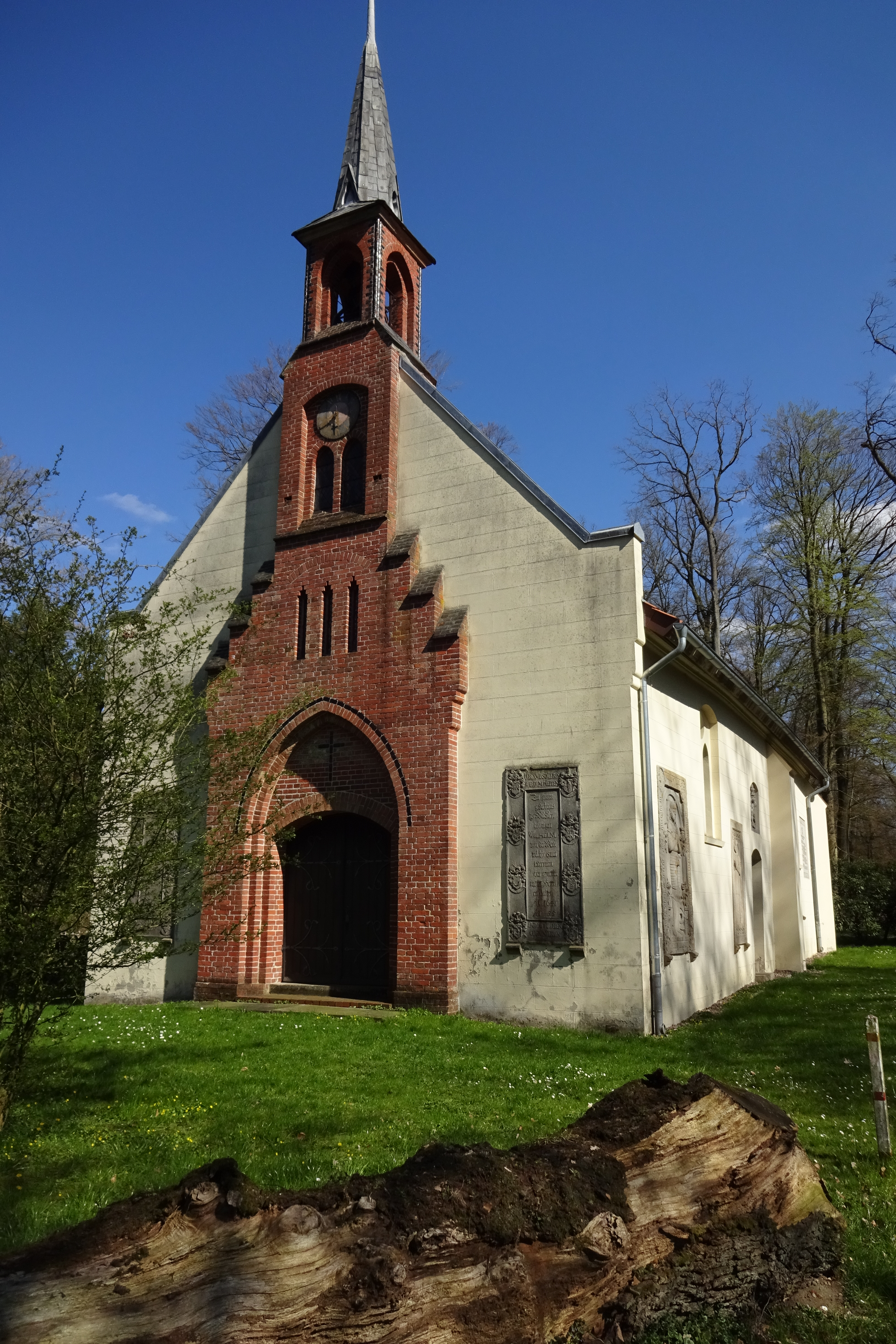
Kapelle in Wense

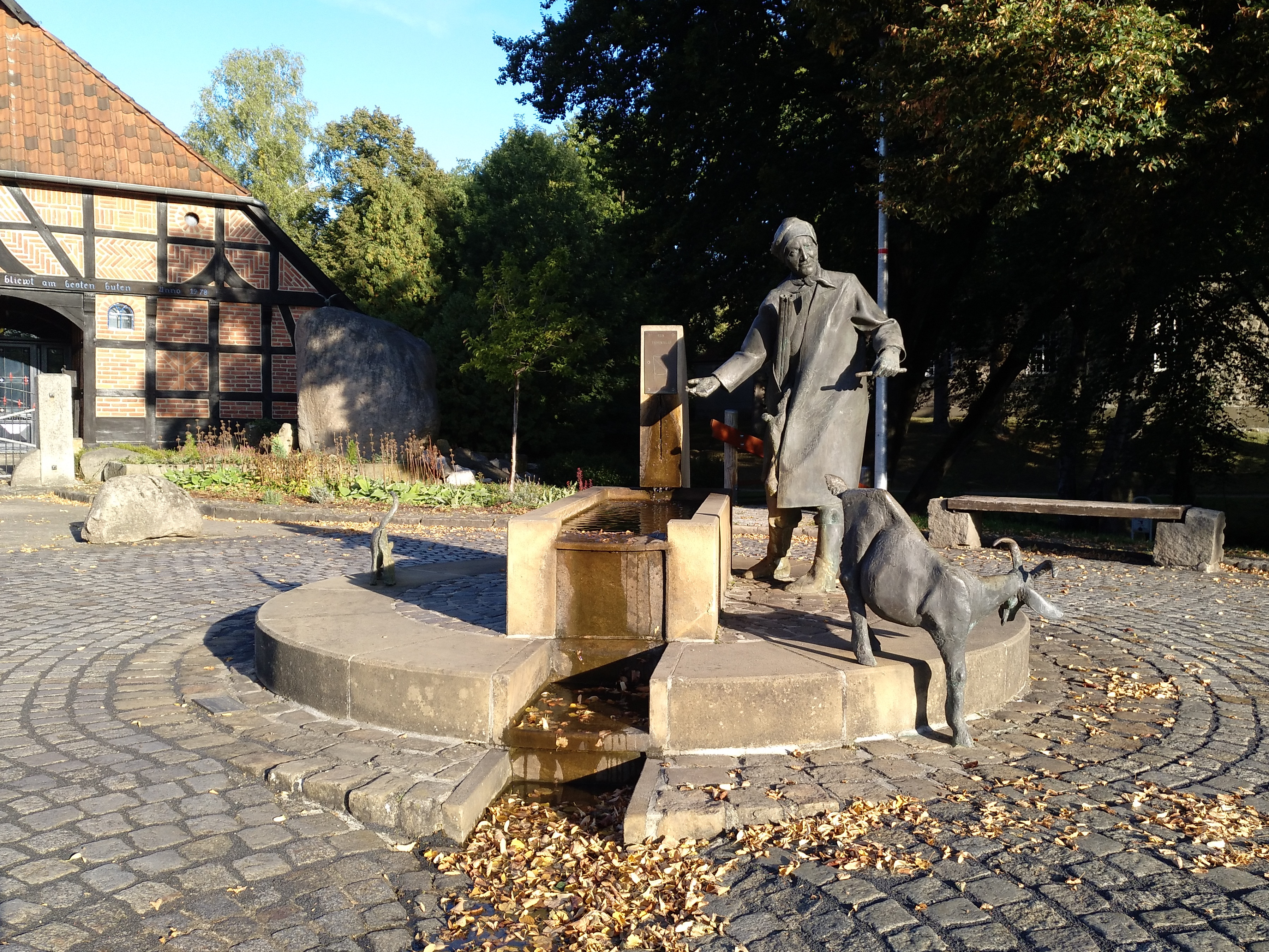
Dorfbrunnen "Grefel Dorjen" auf dem Marktplatz

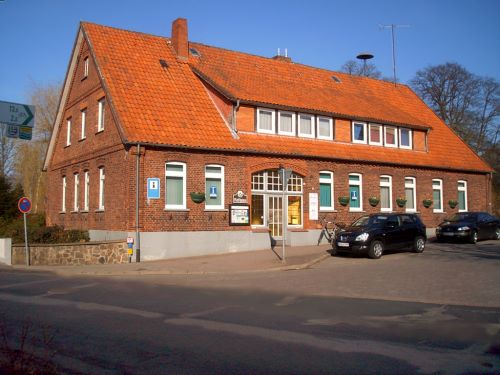
Altes Rathaus Dorfmark

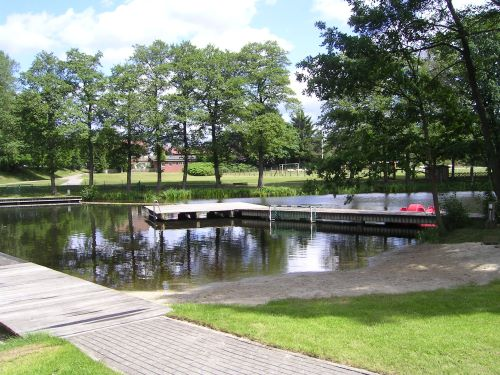
Strandbad Dorfmark

### Evangelische St.-Martins-Kirche
Die Geschichte der Kirche zu Dorfmark reicht zurück in die urkundenarme Zeit um die Jahrtausendwende. Damals stand vermutlich „Up den Thy“, also auf dem Gerichts- und Thingplatz, eine Holzkirche, die im 14. Jahrhundert durch einen gotischen Bau abgelöst wurde. Auf den Grundmauern dieser alten Kirche, die auf einer von drei Seiten durch Wasser und Moor geschützten Landzunge neben einem Forellenbach lag, ist 1708 das heutige Gotteshaus errichtet worden. Der hölzerne Glockenturm mit drei Glocken (eine davon aus dem Jahr 1715, zwei Stahlglocken aus der Zeit nach dem Ersten Weltkrieg) stammt aus der Zeit nach dem Dreißigjährigen Krieg. Die Ausstattung besteht aus einem Taufbecken aus dem Jahre 1465, das mit der plattdeutschen Inschrift: „Keen Minsche hier up Erden kann ohne Döpe seelig werden, de Döpe den Minschen also verklaret, dat he to Gode upfahret“. Der wertvolle Passionsaltar von 1479 ist um 1870 vom Hannoverschen Konsistorialbaumeister Hase neu gefasst und aufgestellt worden. Die Altarbibel ist aus dem Jahr 1610, der Altarleuchter aus 1465 und die Emporen mit der Kanzel stammen aus dem 19. Jahrhundert.

### Kapelle zu Wense
Zwischen Dorfmark und Soltau liegt das ehemalige Gut Wense, zu dem auch eine Kapelle gehört. (Dies war viele Jahrhunderte Stammsitz der gleichnamigen Familie.) Friedrich Wilhelm von der Wense erbaute im Jahr 1672 anstelle der hölzernen Kapelle eine neue aus Stein, nachdem das Gut im Dreißigjährigen Krieg abgebrannt war. Der Innenraum besticht durch eine in Taubenblau gehaltene, prachtvolle Holzausstattung – bemalt im Stil der Spätrenaissance. Die Tafeln auf dem reich verzierten Altar stellen verschiedene biblische Szenen dar. Das Epitaph an der reich geschmückten Empore über dem Eingang mit einem prächtigen Spätrenaissance-Rahmen erinnert an den Erbauer der Kapelle und seine Familie.

### Brunnen „Grefel Dorjen“ auf dem Marktplatz
Dorothee Grünhagen, 1854 geboren, errichtete sich 1911 ihre Hofstelle in Obereinzingen. Da diese nahe dem Grefel (Waldgebiet) lag, erhielt sie bald den Beinamen „Grefel Dorjen“. Grefel Dorjen blieb unverheiratet und führte ein Einsiedlerleben. Es hieß, sie sei Fremden gegenüber abweisend gewesen, hatte man aber ihr Vertrauen gewonnen, konnte sie in einer unvorstellbaren Natürlichkeit und Frische erzählen. Schwere Männerstiefel gehörten ebenso zu Grefel Dorjen, wie die Zigarre oder die Flinte zum Jagen. Ihr Auftreten galt durch und durch als derb und ehrlich. Grefel Dorjen wurde 1936 nach Dorfmark umgesiedelt. Auf dem Dorfmarker Marktplatz wurde 2001 ein Denkmal für die urtümliche Frau errichtet. Es zeigt sie mit ihren liebsten Weggefährten, einer Katze und einer Ziege.

### Weitere Sehenswürdigkeiten
- Marktplatz
- Bommühle
- Bürgerpark (Im Bürgerpark sind Pflanzen aus der roten Liste zu finden.)
- Fischzuchtteiche

### Fotogalerie

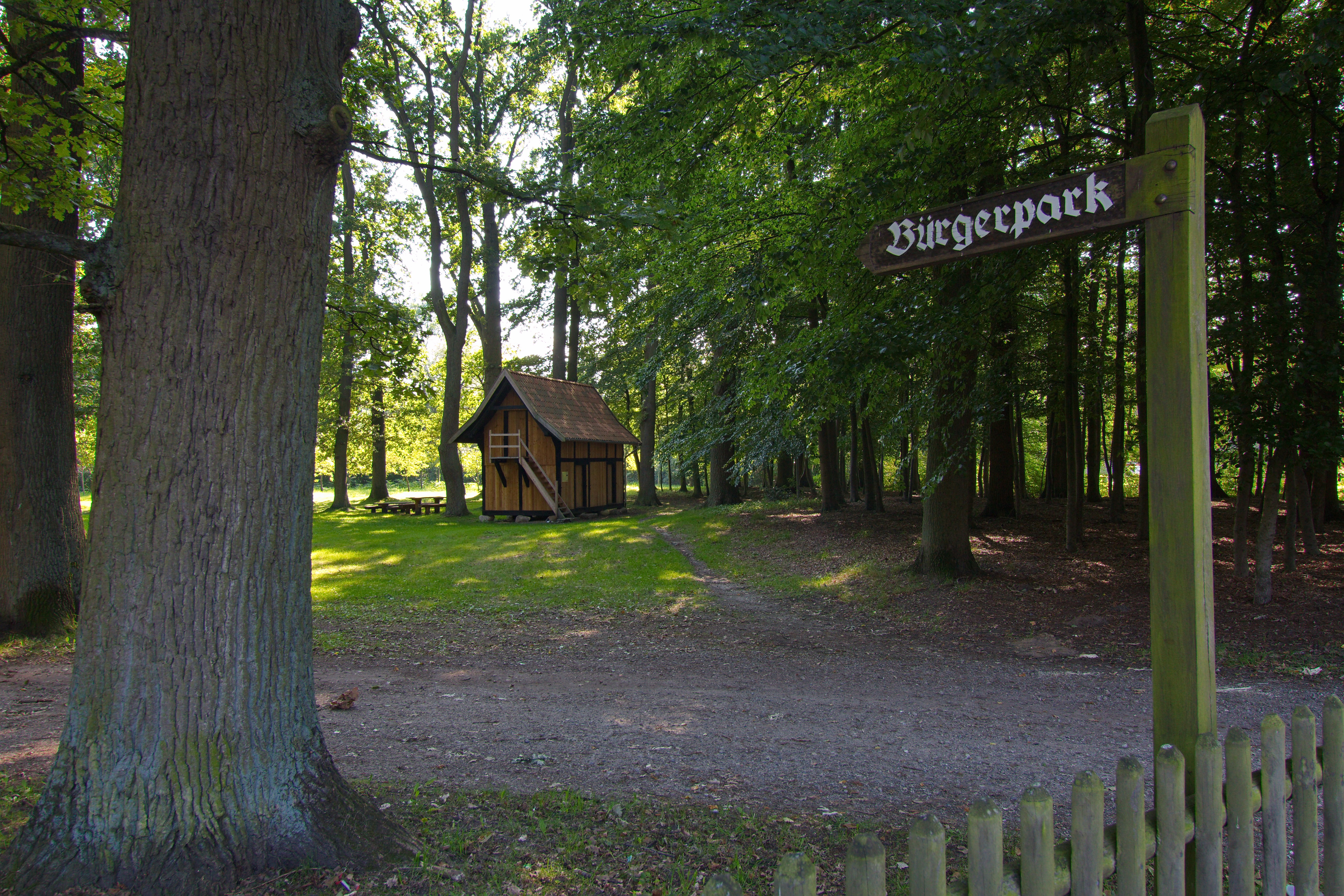
Historischer Treppenspeicher beim Pfarrhaus
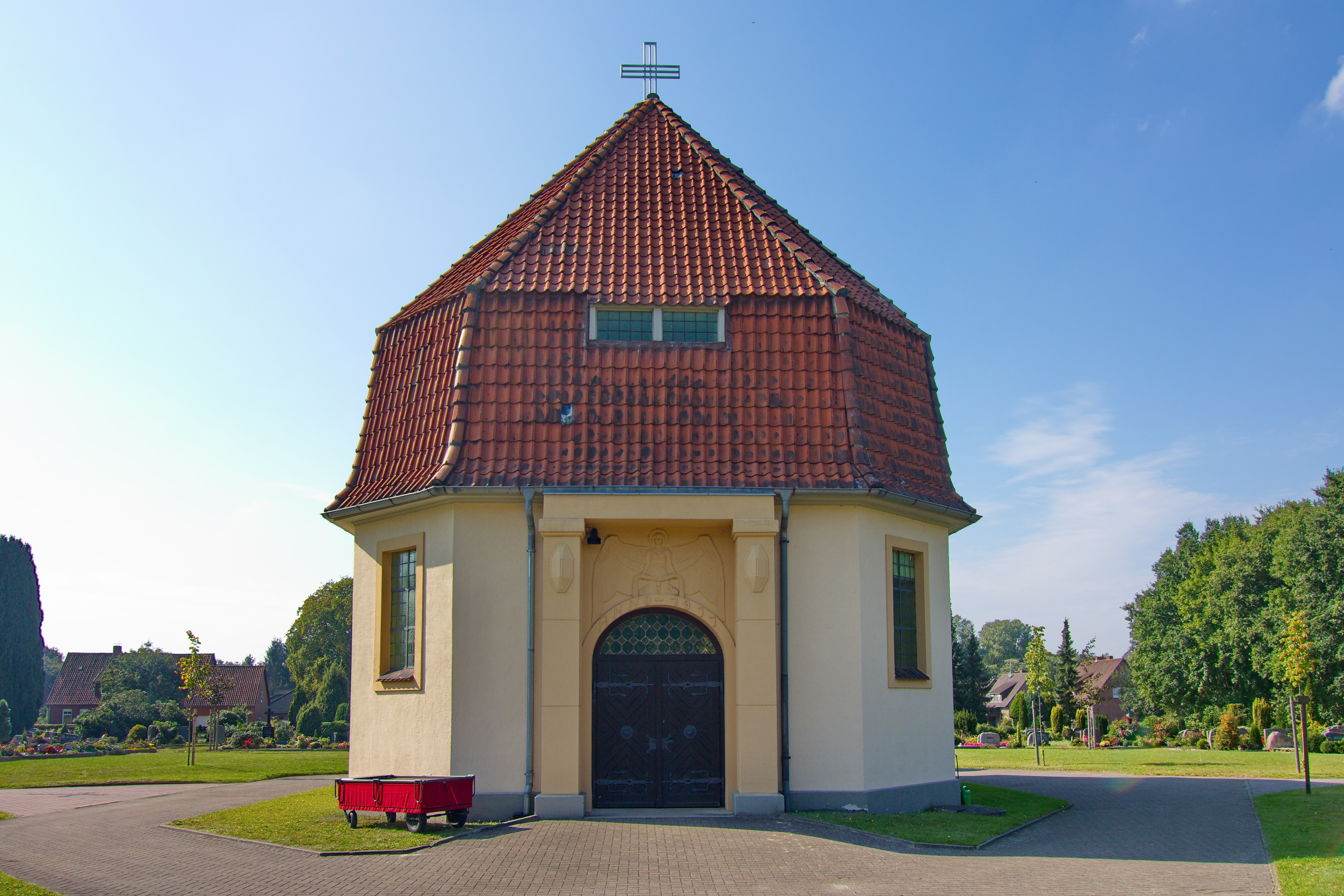
Friedhofskapelle
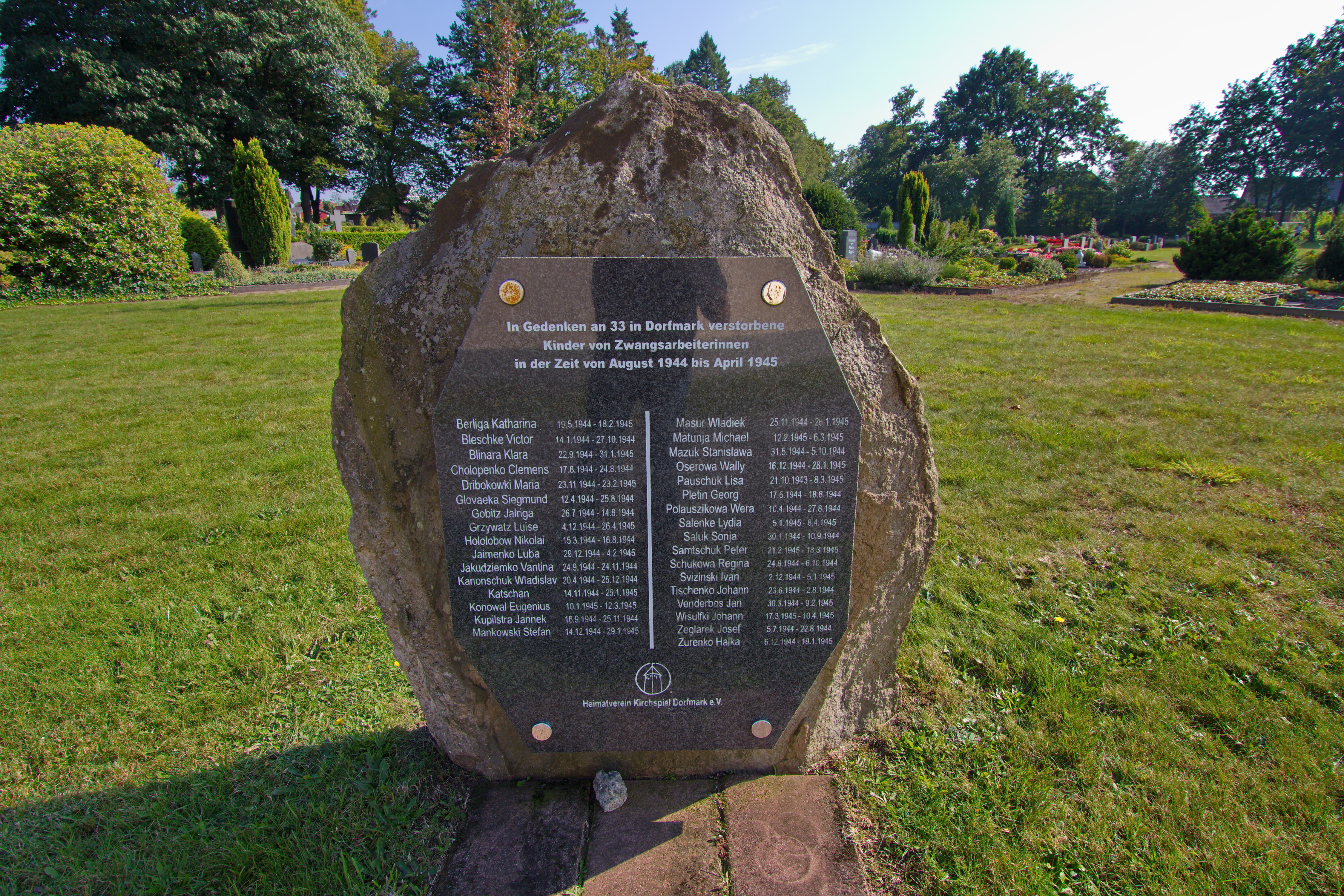
Gedenkstein
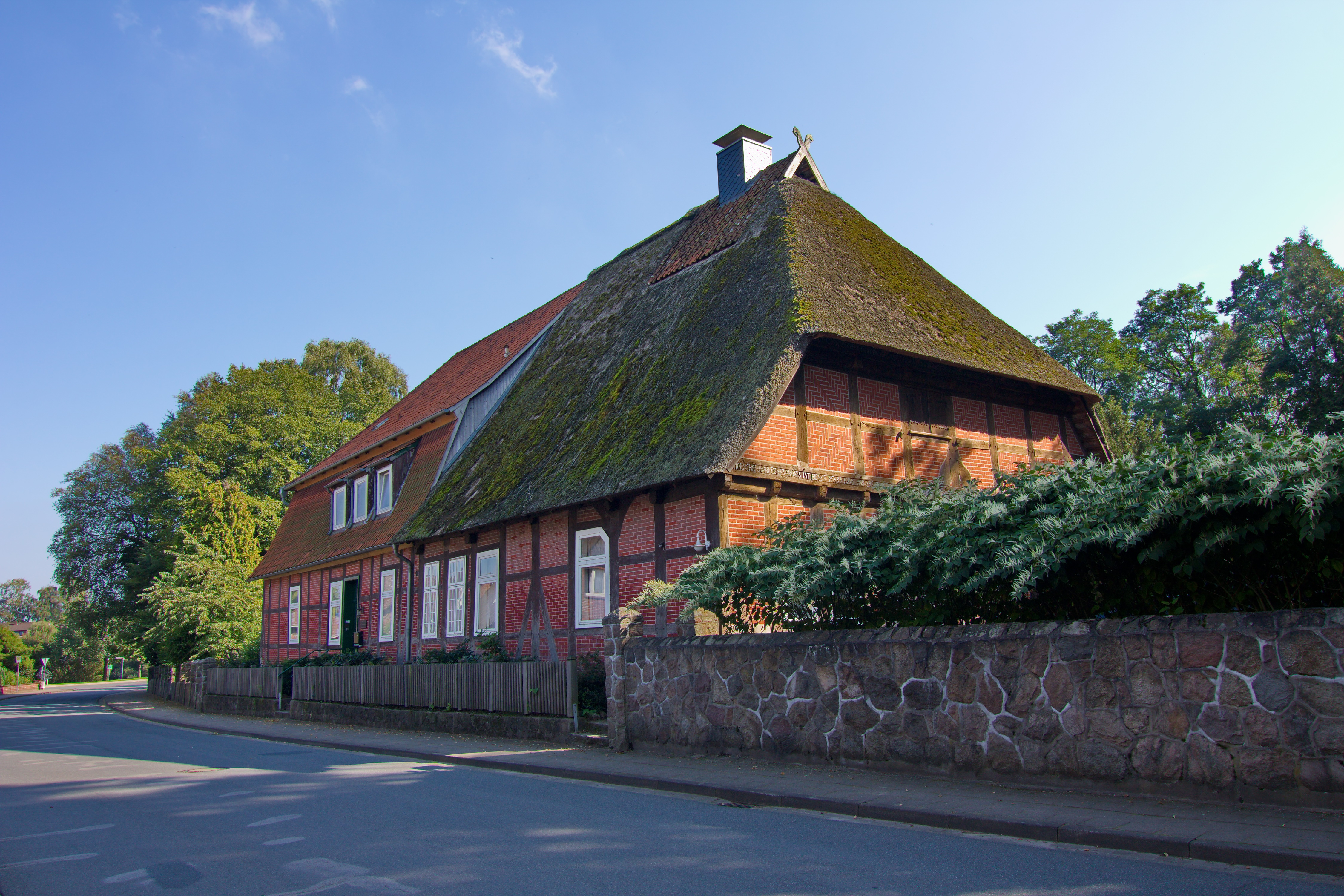
Pfarrhof

### Regelmäßige Veranstaltungen
- Schützenfest: Anfang Juli findet jährlich das zweitägige Dorfmarker Schützenfest statt
- Strandfest: Seit 1928 wird an jedem zweiten Augustwochenende das Strandfest gefeiert. Es lockt jährlich tausende von Zuschauern aus einem weiten Umkreis herbei[8].
- Krämermarkt: Ende September findet jährlich der Krämermarkt, ein großer Straßenflohmarkt mit Rahmenprogramm, in der Ortsmitte statt[9].
- Weihnachtsmarkt: Wird am dritten Adventswochenende von einer Gruppe engagierter Künstler der Region und der Stiftung „Kirchspiel Dorfmark“ ein Weihnachtsmarkt veranstaltet.
- Diverse Aktivitäten der Stiftung Kirchspiel Dorfmark[10].
- Diverse Aktivitäten des Heimatvereins Kirchspiel Dorfmark[11].
- Jahrestagung des Bund für Deutsche Gotterkenntnis (Ludendorffer). Die religiös-völkische Weltanschauungsgemeinschaft hält, begleitet von Protesten, jedes Frühjahr zu Ostern ihre Jahrestagung in Dorfmark ab.

## Wirtschaft und Infrastruktur
Ein wichtiger Wirtschaftsfaktor im Ort ist neben dem Handwerk und der Landwirtschaft der Tourismus. Der Dorfmark Touristik e. V. betreibt im alten Rathaus eine touristisch ausgerichtete Geschäftsstelle. Im Gewerbegebiet ist eines der größten europäischen Gebrauchtwagenzentren zu finden: Die ALD AutoLeasing D GmbH verkauft dort pro Jahr ca. 10.000 Leasingrückläufer.

### Verkehr

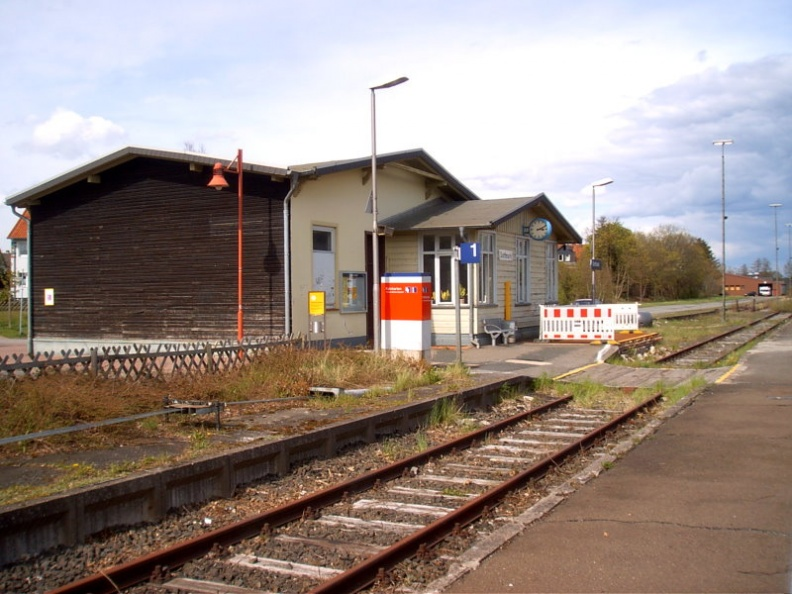
Bahnhof Dorfmark

Dorfmark liegt direkt an der BAB 7 an der Anschlussstelle Dorfmark. Hier beginnt die Bundesstraße 440, die nach Rotenburg (Wümme) führt. Durch den Ort verläuft in Nord-Süd-Richtung von Soltau nach Bad Fallingbostel die Landesstraße L 163, die die B 440 im Ort kreuzt. Dorfmark hat außerdem einen Bahnhof an der Heidebahn von Hannover nach Buchholz in der Nordheide. Das Bahnhofsgebäude existiert mittlerweile leider nicht mehr.

## Persönlichkeiten
- Friedrich Missler (* 1858 in Bremen[13] † 1922 in Bremen), wohlhabender und wohltätiger Bremer Kaufmann, der in Achterberg östlich von Dorfmark ein Erholungsheim für Bremer Arbeiter sowie deren Kinder schuf.[14]
- Erich von Manstein (geb. Fritz Erich von Lewinski, * 24. November 1887 in Berlin; † 10. Juni 1973 in Irschenhausen/Isartal; bestattet in Dorfmark)
- Hans-Joachim Walde (1942–2013), Leichtathlet. Bronzemedaillengewinner im Zehnkampf bei den Olympischen Spielen 1964 in Tokio, Silbermedaillengewinner im Zehnkampf bei den Olympischen Spielen 1968 in Mexiko-Stadt.
- Lilo Wanders (eigentlich Ernie Reinhard; * 1955), Schauspieler und Travestiekünstler, verbrachte Kindheit in Dorfmark
- Frank Ordenewitz (* 1965), Fußballspieler